# Davidijordania poecilimon
Davidijordania poecilimon är en fiskart som först beskrevs av Jordan och Fowler 1902.  Davidijordania poecilimon ingår i släktet Davidijordania och familjen tånglakefiskar. Inga underarter finns listade i Catalogue of Life.